# 八仙橋基督教青年会大楼

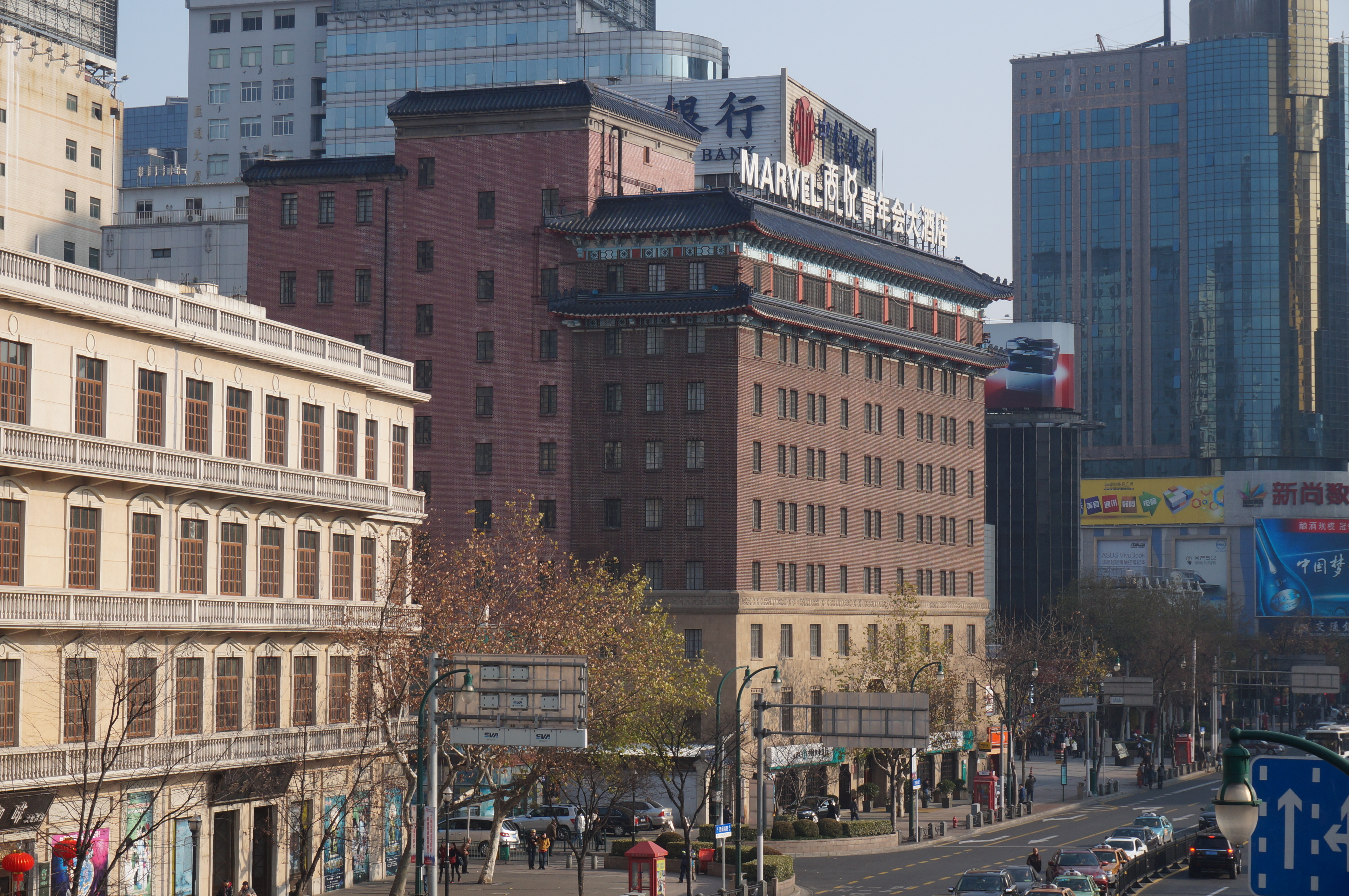
八仙橋基督教青年会大楼

八仙橋基督教青年会大楼（はっせんきょうキリストきょうせいねんかいたいろう）は、上海市黄浦区西蔵南路123号に位置する建築であり、上海大世界の南側にある。この建物は1931年9月に竣工し、設計者は李錦沛、最初は上海キリスト教青年会（YMCA）のオフィスだった。
1958年より、八仙橋基督教青年会大楼の4階以上の部分はホテルとして利用されている。現在、建物の1階から3階までの部分は引き続きYMCAが使用しているが、4階以上の部分は錦江ホテルグループ傘下の4つ星ホテルが入居している。八仙橋基督教青年会大楼は上海市文物保護単位である。